# Ze'ev Segal

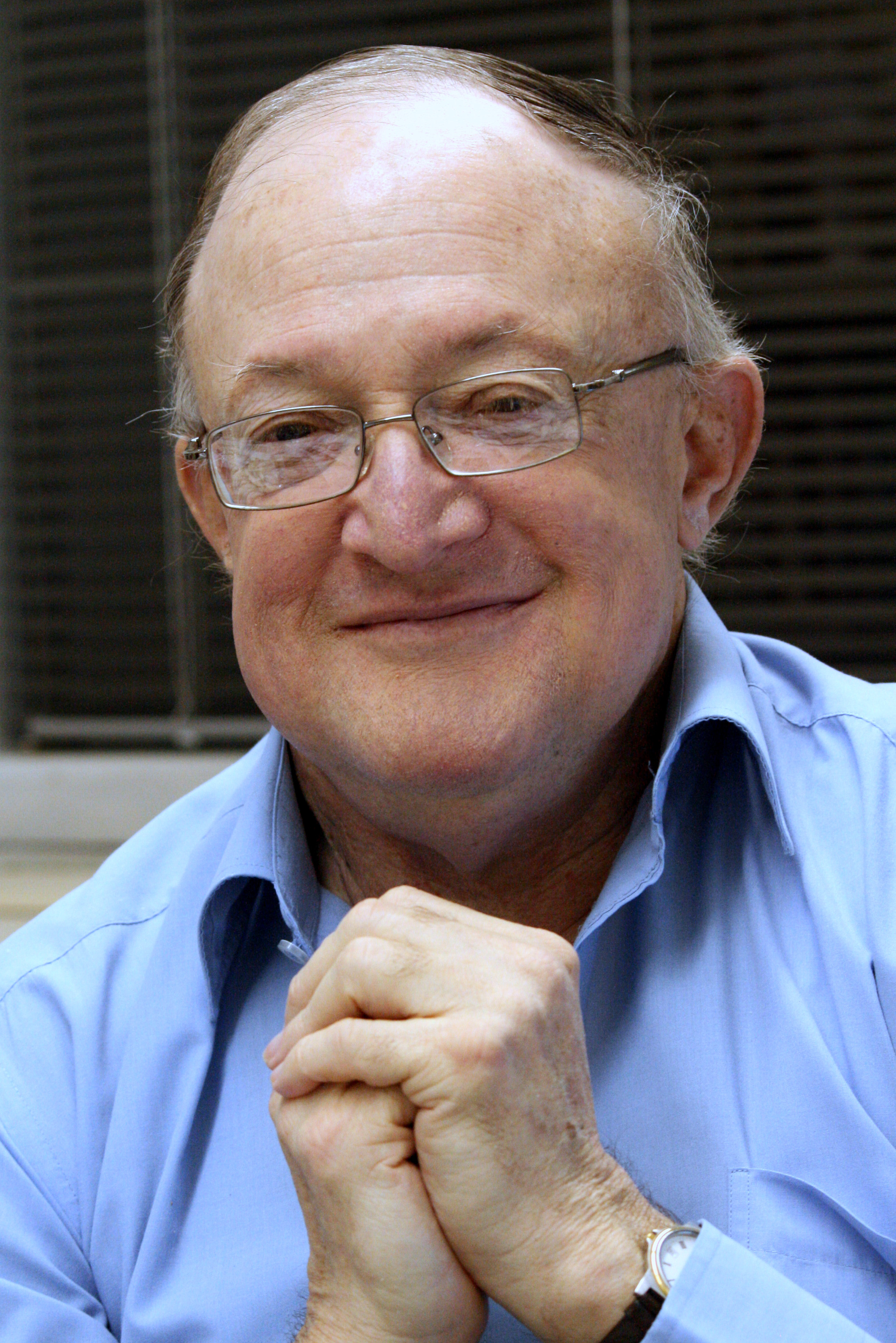
Ze'ev Segal

Ze'ev Segal (13 de janeiro de 1947 - 11 de janeiro de 2011) foi um advogado israelense. 
Segal trabalhava como analista jurídico para o jornal Haaretz, além de ser professor de Direito na Universidade de Tel Aviv.